# ANZ Tasmanian International 2002
ANZ Tasmanian International 2002 — жіночий тенісний турнір, що проходив на відкритих кортах з твердим покриттям Міжнародного тенісного центру Гобарта в Гобарті (Австралія). Належав до турнірів 5-ї категорії в рамках Туру WTA 2002. Турнір відбувся вдев'яте і тривав з 6 до 12 січня 2002 року. Несіяна Мартина Суха здобула титул в одиночному розряді й отримала 16 тис. доларів США.

## Фінальна частина

### Одиночний розряд
Мартина Суха —  Анабель Медіна Гаррігес 7–6(9–7), 6–1
- Для Сухої це був перший титул за кар'єру.

### Парний розряд
Татьяна Гарбін /  Ріта Гранде —  Кетрін Берклей /  Крістіна Вілер 6–2, 7–6(7–3)